# Ingrid Seynhaeve
Ingrid Seynhaeve (Menen, 28 juni 1973) is een Belgisch topmodel. In 1991 nam ze deel aan en won ze de Elite Model Look-modellenwedstrijd, die toen nog Look of the Year heette en waaraan in totaal 150.000 meisjes deelnamen.
Hiermee was haar internationale carrière als model gelanceerd. In 1993 verscheen ze in de badpakkenspecial van het weekblad Sports Illustrated waarna ze ook in de Verenigde Staten bekend werd.
Ze werkte mee aan campagnes van merken als Guess?, Nivea, Ralph Lauren, Saks Fifth Avenue en Victoria's Secret en verscheen op de covers van magazines als Amica, ELLE en Shape.
In 2007 presenteerde Ingrid Seynhaeve het televisieprogramma Topmodel dat op KanaalTwee wordt uitgezonden en waarin op zoek wordt gegaan naar een nieuw Vlaams topmodel. Voordien deed ze al presentatiewerk in de VS en Frankrijk voor zenders als MTV en E! Entertainment.
Seynhaeve heeft een zoon met acteur Jean-Baptiste Iera, haar Franse echtgenoot.